# Condado de Allegany (Nueva York)
El condado de Allegany es uno de los 62 condados del Estado estadounidense de Nueva York. La sede del condado es Belmont, que también es su mayor ciudad. Este condado posee un área de 2.679 km², de los cuales 11 km² están cubiertos por agua; la población es de 49.927 habitantes, y su densidad poblacional es de 19 hab/km² según el censo nacional del año 2000. Este condado fue fundado en 1806.

## Geografía
Según la Oficina del Censo, el condado tiene un área total de 2,678 km² (1 mi²), de la cual 2,668 km² (1 mi²) es tierra y 10 km² (3,9 mi²) (0.41%) es agua.

### Condados adyacentes
- Condado de Livingston (noreste)
- Condado de Steuben (este)
- Condado de Potter, Pensilvania (sureste)
- Condado de McKean, Pensilvania (suroeste)
- Condado de Cattaraugus (oeste)
- Condado de Wyoming (noroeste)

## Demografía
Según el censo de 2000, habían 49,927 personas, 18,009 hogares y 12,192 familias residiendo en el condado. La densidad de población era de 19 hab./km². Había 24,505 viviendas con una densidad media de 9 viviendas/km². El 97.03% de los habitantes eran blancos, el 0.72% afroamericanos, el 0.28% amerindios, el 0.72% asiáticos, el 0.00% isleños del Pacífico, el 0.37% de otras razas y el 0.88% pertenecía a dos o más razas. El 0.91% de la población eran hispanos o latinos de cualquier raza.
Los ingresos medios por hogar en la localidad eran de $32,106, y los ingresos medios por familia eran $38,580. Los hombres tenían unos ingresos medios de $30,401 frente a los $21,466 para las mujeres. La renta per cápita para el condado era de $14,975. Alrededor del 15.50% de la población estaban por debajo del umbral de pobreza.

## Localidades
- Alfred (villa)
- Alfred (pueblo)
- Allen (pueblo)
- Alma (pueblo)
- Almond (villa)
- Almond (pueblo)
- Amity (pueblo)
- Andover (villa)
- Andover (pueblo)
- Angelica (villa)
- Angelica (pueblo)
- Belfast (pueblo)
- Belmont (villa)
- Birdsall (pueblo)
- Black Creek (aldea)
- Bolívar (villa)
- Bolívar (pueblo)
- Burns (pueblo)
- Canaseraga (villa)
- Caneadea (pueblo)
- Centerville (pueblo)
- Clarksville (pueblo)
- Cuba (villa)
- Cuba (pueblo)
- Fillmore (aldea)
- Friendship (pueblo)
- Genesee (pueblo)
- Granger (pueblo)
- Grove (pueblo)
- Houghton (aldea)
- Hume (pueblo)
- Independence (pueblo)
- New Hudson (pueblo)
- Richburg (villa)
- Rushford (pueblo)
- Scio (pueblo)
- Stannards (aldea)
- Ward (pueblo)
- Wellsville (villa)
- Wellsville (pueblo)
- West Almond (pueblo)
- Willing (pueblo)
- Wirt (pueblo)

- En paréntesis el tipo de gobierno.